# Bingen (Baden-Württemberg)
Bingen település Németországban, azon belül Baden-Württembergben. Lakosainak száma 2750 fő (2023. december 31.).

## Népesség
A település népessége az elmúlt években az alábbi módon változott:
| Lakosok száma | 2116 | 2290 | 2316 | 2540 | 2557 | 2900 | 2902 | 2887 | 2693 | 2750 |
|               | 1961 | 1967 | 1974 | 1980 | 1987 | 1993 | 2000 | 2006 | 2013 | 2023 |